# Liguriërs

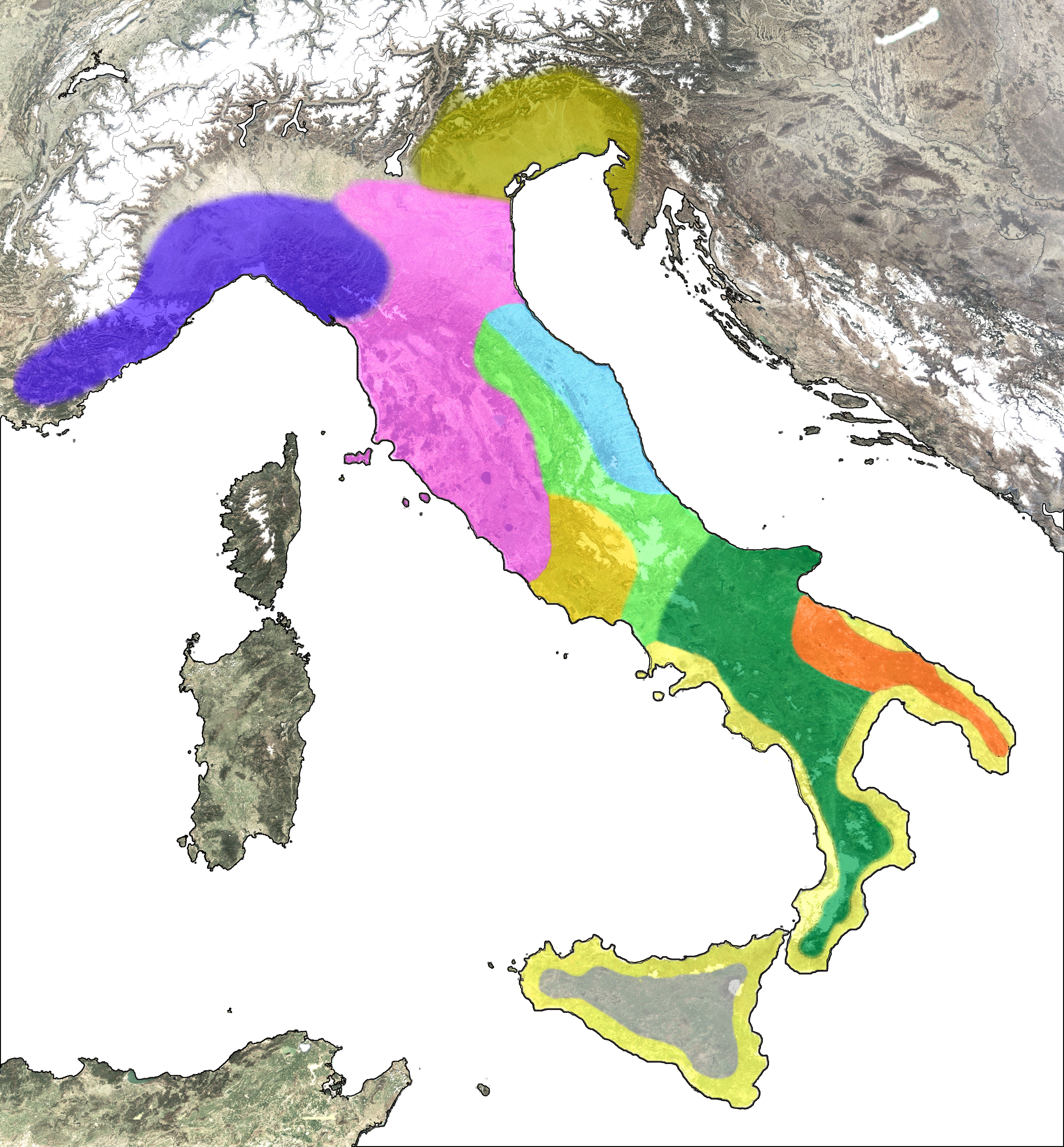
De volkeren op het Italische schiereiland bij het begin van de ijzertijd
Liguriërs
Veneti
Etrusken
Piceni
Umbriërs
Latijnen
Osken
Messapiërs
Grieken

Geschatte positie en verspreiding van talen op het Italiaanse Schiereiland in de IJzertijd.
Liguriërs

De Liguriërs of Liguren (Enkelvoud: Ligus of Ligur, Grieks: Λίγυες, Latijn: Ligures) waren een Indo-Europees volk uit de oudheid die hun naam gaven aan Liguria, een regio in noordwest Italië. Ze spraken een eigen, oude taal, het Ligurisch, waarvan men denkt dat het verwant was aan het Keltisch en de vroege Italiaanse talen. Uiteindelijk werden ze door de Kelten teruggedreven tot Ligurië, en later door de Romeinen opgenomen in het Romeinse rijk waar ze assimileerden in de omringende volkeren.

## Taal
De Ligurische taal (of talen) heeft, behalve plaats- en persoonsnamen, maar weinig sporen achtergelaten. Het Ligurisch lijkt een Indo-Europese taal, met overeenkomsten met de Italische talen en vooral met het Keltisch.
Onder de huidige taalkundigen zijn er verdedigers van een aantal theorieën:
- Het Ligurisch stamt direct van de vroegste Indo-europese migraties aan het eind van het neolithicum en vroege bronstijd. De taal zou mogelijk verwant zijn met die van de Sicelen.
- Ligurisch is een aparte Italo-Keltische taal die zich al in de bronstijd afgesplitst had.
- Het is een Keltische taal.

De migratie van de Liguriërs in Europa kan worden gereconstrueerd uit plaatsnamen en andere geografische namen, eindigend op -asco, -asca en -osco, zoals Velasco en Orusco in Spanje; Tarascon, teruggaande op Tarusco, in Frankrijk; de berg Pescasco en het riviertje Carisasca in Noord-Italië. Het achtervoegsel -asco enz. is noch Keltisch noch Latijn. Ook de plaatsnamen Genua en Genève hebben waarschijnlijk een Ligurische oorsprong.

## Oorsprong
De oorsprong van de Liguriërs gaat mogelijk terug naar de vroege Indo-Europese migraties aan het eind van het neolithicum en vroege bronstijd. Een verband met de klokbekercultuur of de terramarecultuur is voorgesteld. In ieder geval zullen ze voor een belangrijk deel afstammen van de voor-indoeuropese neolithische bevolking.

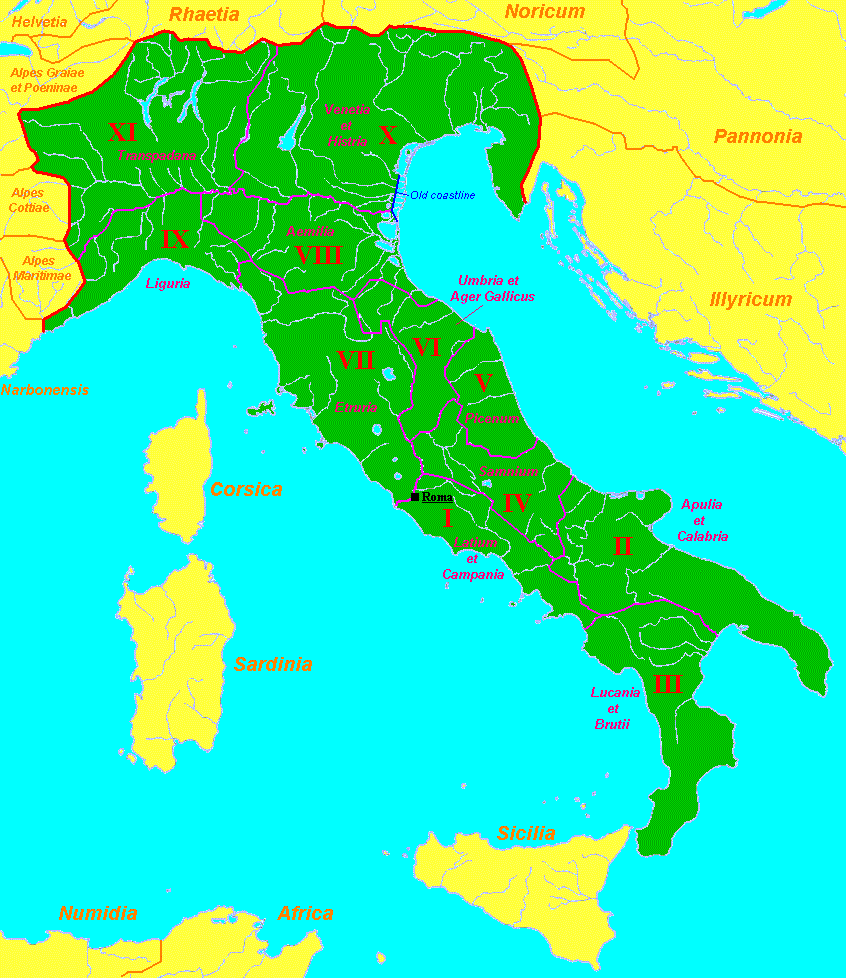
Ligurië in Romeins Italië tussen de rivieren de Var en de Magra.

### 19e-eeuwse ontstaanstheorieën
Enkele onderzoekers onderzochten de afkomst van de Liguriërs in de 19e eeuw. Amédée Thierry, een Franse historicus, linkte hen met de Iberiërs, terwijl de Duitse taalkundige Karl Müllenhoff, na een studie van het werk ‘’Ora maritima’’van Avienus, dat de naam Liguriërs waarschijnlijk connecties had met verscheidene volkeren in West-Europa, en ook de Kelten. Maar de ‘echte Liguriërs' waren volgens hem een pre-Indo-Europeaanse stam uit het Neolithicum. Dominique-François-Louis Roget legde hun origine bij de Galliërs.

## Klassieke bronnen
Volgens Plutarchus noemden ze zichzelf Ambrones, maar dit is niet meteen een link met de Ambronen in Noord-Europa. Volgens bronnen besteedden de Liguriërs niet zoveel aandacht aan hun afkomst. Klassieke referenties beschrijven het rijk van de Liguriërs, en duidden erop dat het veel groter moet zijn geweest dan de huidige grens van Liguria. Er zijn sporen gevonden van de Liguriërs op Sicilië en de vallei van de Rhône, Corsica en Sardinië.
Herodotus plaatste de Liguriërs in het land boven Massilia, dat door de Grieken was gesticht. Thucydides schrijft ook dat de Liguriërs de Sicanen verjaagd hadden van de oevers van de rivier de Sicanus op Sicilië. Tot in de eerste eeuw na Christus waren er inwoners van Plancentia, dat in het noorden van Italië ligt, met een Ligurische achternaam.
Marcus Annaeus Lucanus schreef in zijn Pharsalia dat leden van de Ligurische stammen lang, roodbruin haar hadden:
De Ligurische stammen, nu geschoren, in de oude dagen een van de eerste langharige naties, op wier nekken ooit roodbruine lokken vloeiden in opperste trots.

## Huurlingen
De Liguriërs waren in de oudheid gewild als huurlingen. Ligurische hulptroepen maakten deel uit van het leger van Carthago in 480 v.Chr. Griekse leiders in Sicilië rekruteerden herhaaldelijk huurlingen onder de Liguriërs, tot in de tijd van Agathocles, de tiran van Syracuse. Ondanks hun vechterservaring, en lange en hevige gevechten tegen de Romeinen, werden de Liguriërs uiteindelijk verslagen en integreerden in de Romeinse cultuur, rond de 2e eeuw v.Chr.

## Stammen

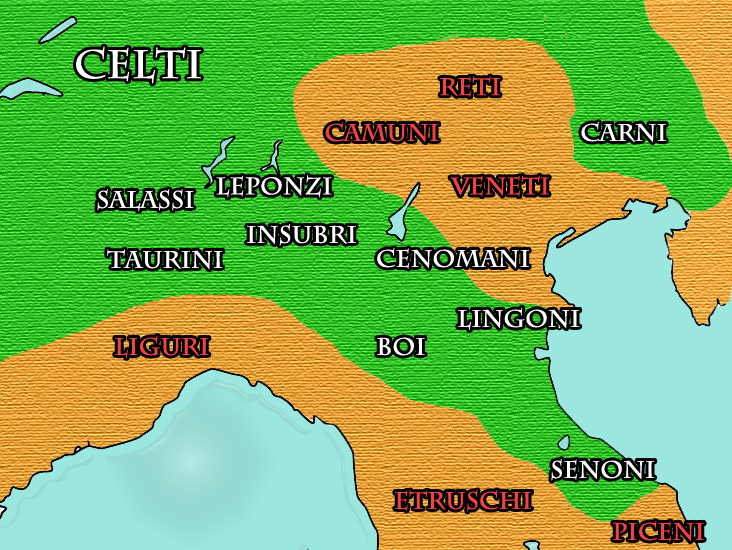
De volkeren van Gallia Cisalpina 391-192 v.Chr.

Historici uit de oudheid noemen vele stammen van de Liguriërs, waaronder:
- Alpini (of Montani) (in het achterland van Savona)
- Apuani (in Lunigiana)
- Bimbelli
- Bagienni (of Vagienni) (in het gebied van Bene Vagienna)
- Briniates (of Boactes) (in het gebied van Brugnato)
- Celelates
- Cerdiciates
- Commoni
- Cosmonates (In het gebied van Castellazzo Bormida)
- Deciates (in het huidige Provence, ten westen van de rivier de Var)
- Epanterii
- Euburiates
- Friniates (in een gebied genaamd Frignano)
- Garuli
- Genuates (of Genuenses) (in en rond Genua, hoogstwaarschijnlijk is de naam daar ook vanaf geleid)
- Helysici (in de buurt van Narbonne)
- Hercates
- Ilvates (of Iluates)
- Iriates
- Ingauni
- Intemelii
- Langates (of Langenses) (ten noorden van de Genuates)
- Lapicini (of Lapicinii)
- Laevi (in het gebied rond Pavia)
- Libici (of Libui)
- Magelli (of Mucelli)
- Marici
- Olivari
- Oxybii (of Oxibii) (in de huidige Provence)
- Sabates (in het gebied van Vado Ligure)
- Salassi (in en rond de Aosta (vallei))
- Salluvii
- Salyes
- Statielli
- Sueltri (of Suelteri)
- Taurini (of Taurisci) in de regio rond Turijn
- Tigulli (of Tigullii)
- Tricastini
- Vediantii
- Veiturii
- Veleiates
- Veneni